# 265 Anna
För andra betydelser, se Anna (olika betydelser).
265 Anna eller 1933 QN är en asteroid i huvudbältet, som upptäcktes den 25 februari 1887 av den österrikiske astronomen Johann Palisa. Asteroiden fick namn efter Anny Weiss, svärdotter till den österrikiske astronomen Edmund Weiss.